# 長谷場純孝
長谷場 純孝（はせば すみたか、嘉永7 / 安政元年4月1日（1854年4月27日） - 大正3年（1914年）3月15日）は、日本の政治家。衆議院議員（11期）、衆議院議長（第14代・第17代）、文部大臣（第22代）を歴任。

## 経歴
薩摩国串木野郷（後に鹿児島県日置郡串木野村、串木野町、串木野市を経ていちき串木野市）上名の麓集落（現いちき串木野市麓）に生まれる。父は鹿児島藩の郷士。1869年薩摩藩校造士館の学寮に入り学ぶ。1871年に東京に上京し西郷隆盛、川路利良の知遇を受ける。1872年、警視庁の羅卒（巡査）となり、翌年権少警部、少警部に進む。1874依願退官し鹿児島県に帰り、鹿児島県教授に任じられる。1875年には桐野利秋に進言して私学校内に寄宿舎を設置し自らも入舎。また、鹿児島県監事に任じられる。1877年の西南戦争には西郷隆盛方として参加し、懲役囚（国事犯として懲役3年）となる。1879年「癈疾ニ付放免」され出獄。
出獄後より国会開設運動に携わり、1885年から1887年まで鹿児島県会議員、1887年から1890年まで鹿児島の4郡の郡長となる。1890年の第1回衆議院議員総選挙で鹿児島県から当選し、以降11回連続当選。のち政友会設立に関わる。1908年から1911年にかけて1度目の衆議院議長を務めた。また、1911年の第2次西園寺内閣で文部大臣を務めるが、翌年病にかかり辞任。1914年、2度目の衆議院議長に就任し、シーメンス事件での混乱の中、議会の運営に当たるが、就任わずか9日で動脈瘤破裂のため急死する。衆議院議員や串木野町長を務めた長谷場敦は長女の夫で養嗣子。

## 栄典
位階
- 1910年（明治43年）12月27日 - 従四位[6]
- 1911年（明治44年）9月2日 - 正四位[7]
- 1914年（大正3年）3月15日 – 従三位[8]

勲章
- 1912年（大正元年）12月18日 - 勲三等瑞宝章[9]
- 1914年（大正3年）3月15日 – 勲二等旭日重光章[8]